# بیمارستان شاهین ابوظبی
بیمارستان شاهین ابوظبی (به عربی: مستشفی أبو ظبی للصقور) یک بیمارستان در امارات متحده عربی است که در ابوظبی واقع شده‌است.